# Gertrud Eysoldt

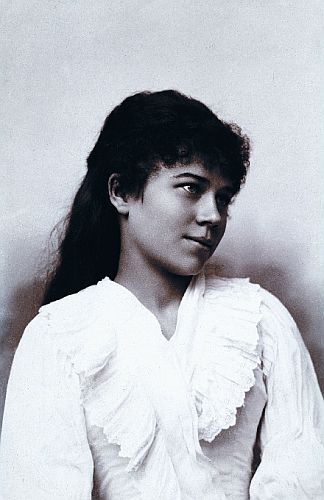
Gertrud Eysoldt, um 1888

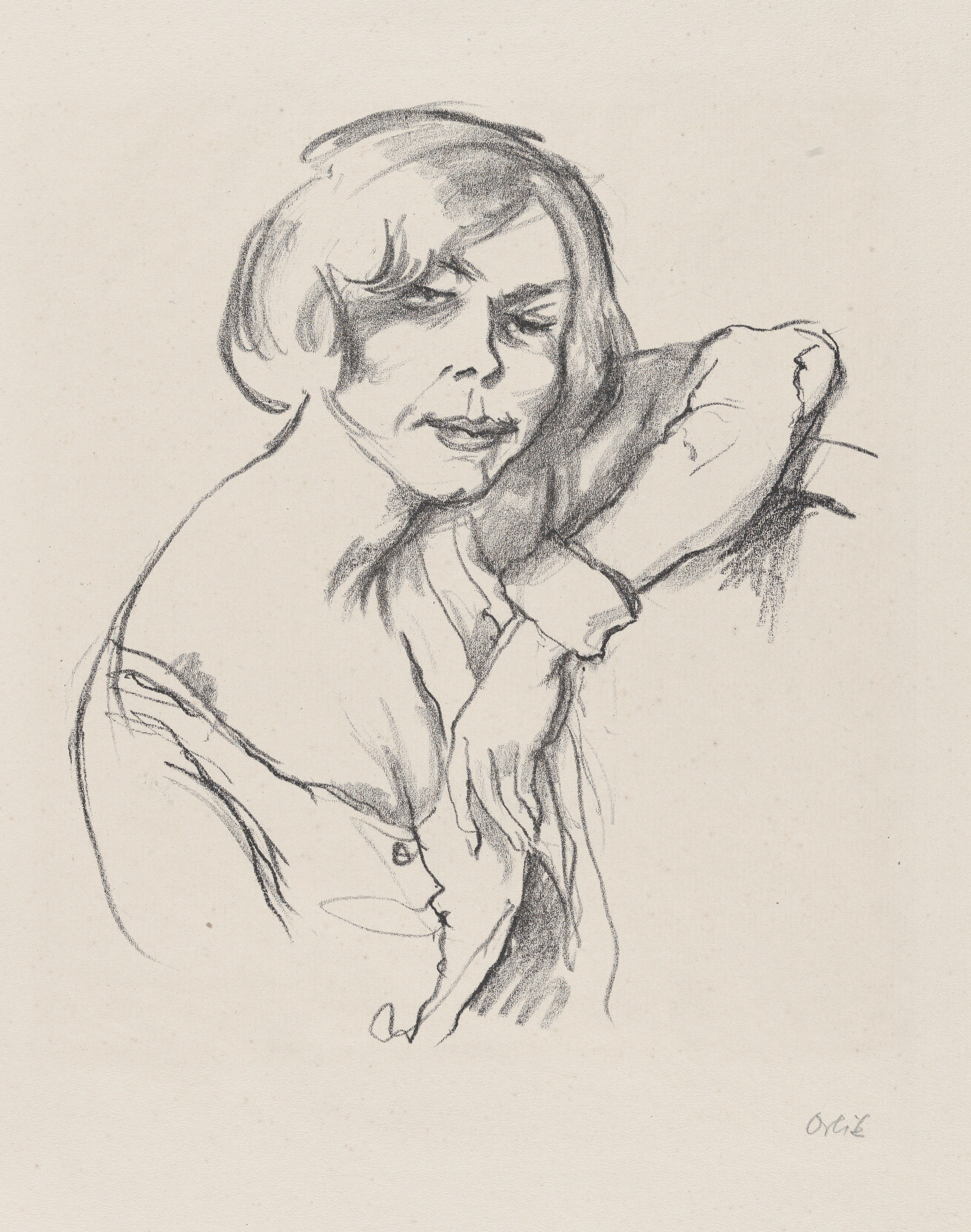
Gertrud Eysoldt als Lulu, Lithographie von Emil Orlik (1919)

Gertrud Franziska Gabriele Eysoldt, auch Gertrud Martersteig und Gertrud Berneis (* 30. November 1870 in Pirna; † 5. Januar 1955 in Ohlstadt) war eine bedeutende deutsche Theaterschauspielerin und Schauspiellehrerin in Berlin. Nach ihr ist der Gertrud-Eysoldt-Ring benannt, der jährlich für hervorragende schauspielerische Leistungen vergeben wird.

## Leben

### Herkunft und erste Theaterengagements
Sie  war die Tochter des Reichstagsabgeordneten Arthur Eysoldt und dessen Ehefrau Bertha Wilhelmine Richter in Pirna. Die Schwester engagierte sich in der Frauenbewegung.
Eysoldt studierte von 1888 bis 1889 an der Königlichen Musikschule in München. Danach spielte sie am dortigen Hoftheater seit 1890 als Elevin in ersten kleinen Rollen.
Im Herbst wechselte sie an das bekannte Hoftheater in Meiningen, das mit seiner realistischen Aufführungspraxis zu den modernsten Theatern in Deutschland gehörte. Dort wurde sie vom Theaterherzog Georg II. und dessen Frau gefördert.
Auf einer Gastspielreise des Theaters kam Eysoldt 1891 nach Riga. Dort wurde sie ab Herbst als Erste Muntere und Naiv-Sentimentale am Staatstheater angestellt. Max Martersteig war der Direktor, er wurde 1894 ihr Ehemann. 1893 wechselte sie an das Hoftheater Stuttgart, wo sie erste Titelrollen in Hauptmanns Hanneles Himmelfahrt und Ibsens Nora spielte.

### Berlin 1899–1919

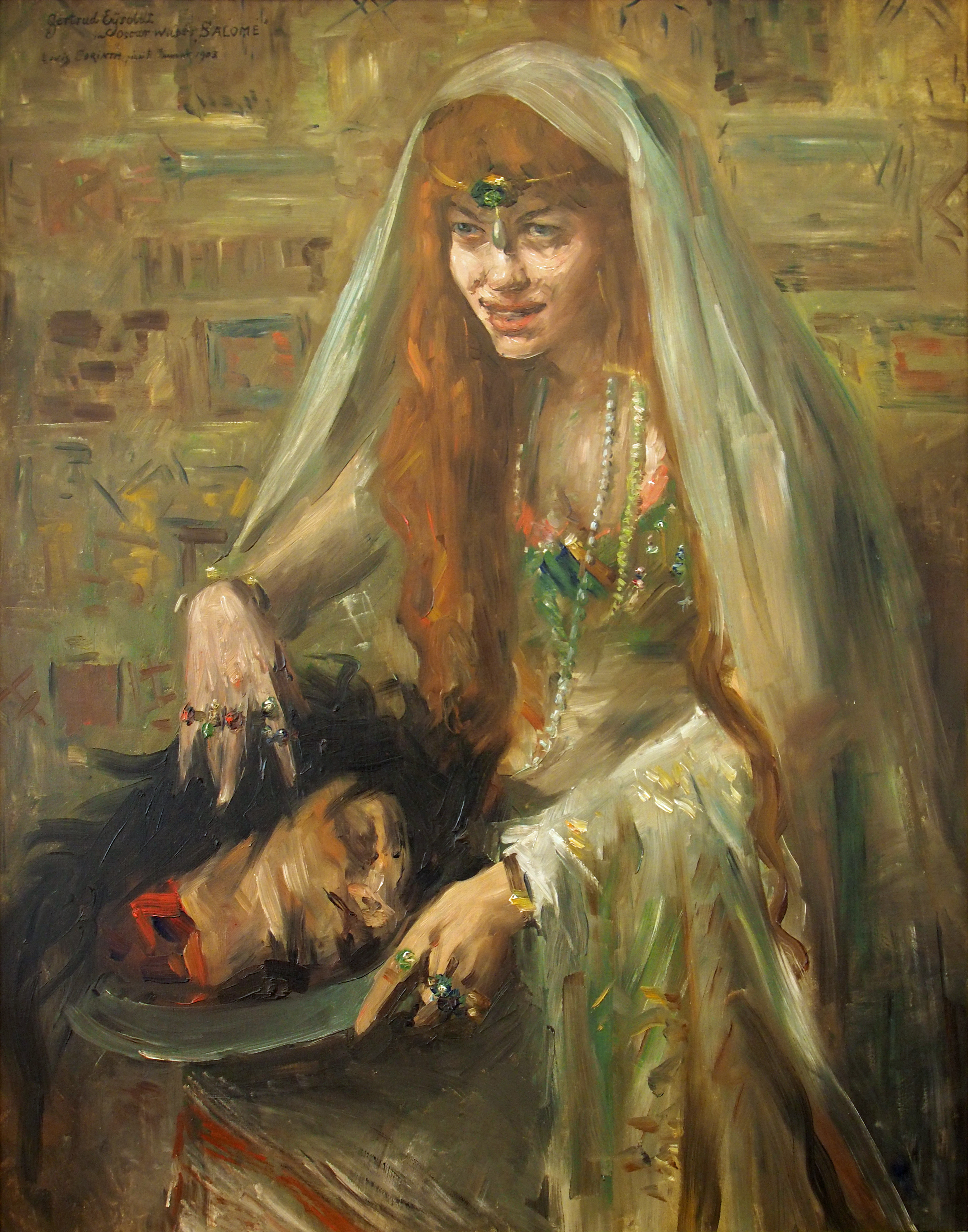
Gertrud Eysoldt als Salome von Lovis Corinth 1903

1899 ging Eysoldt nach Berlin, wo sie zunächst am Schiller-Theater O. engagiert war, ab 1900 am Lessingtheater. Ab Ende 1901 spielte sie auch in der Kleinkunstbühne Schall und Rauch, die Max Reinhardt mit jungen Schauspielerkollegen gegründet hatte.
Ab dem Herbst 1902 spielte sie im Kleinen Theater, das daraus hervorgegangen war, die weiblichen Hauptrollen. Ihre Salome im Stück von Oscar Wilde wurde ein phänomenaler Erfolg, der ihren Ruf als bedeutendste Theaterschauspielerin dieser Jahre in Berlin begründete. Sie spielte die Rolle mit einer Leidenschaft, die auf die Anwesenden einen tiefen Eindruck hinterließ. Ihre intensive Spielweise war Teil einer Abkehr des Kleinen Theaters vom rein naturalistischen Theater. Ähnliche Erfolge erzielte sie mit der Lulu von Frank Wedekind und dem Puck im Sommernachtstraum von Shakespeare, den sie mit einer rüpelhaften Wildheit spielte, die sich völlig von bisherigen eher ballettartigen Darstellungen der Rolle unterschied. Der Schriftsteller Hugo von Hofmannsthal war von ihrer Nastja in Gorkis Nachtasyl so beeindruckt, dass er für sie das Drama Elektra und später zwei weitere Rollen für sie schrieb.
Eysoldt spielte seit 1903 auch im Neuen Theater und seit 1905 schließlich im Deutschen Theater, jeweils unter der Direktion von Max Reinhardt. Sie wurde der Star seiner Bühnen, die der einen erheblichen Anteil an dessen Erfolgen hatte.
Ab 1905 unterrichtete sie auch an der Schauspielschule des Deutschen Theaters, bis in die frühen 1930er Jahre wahrscheinlich mehr als 2.000 Schülerinnen.

### Berlin 1920–1945
Eysoldt war seit 1920 auch Direktorin des Kleinen Schauspielhauses in Berlin-Charlottenburg. Dort setzte sie unter anderem trotz Zensurverbots die Aufführung von Arthur Schnitzlers Reigen durch, weswegen sie im „Reigenprozess“ verklagt wurde. 1922 gab sie die Leitung wieder ab.
Seit 1923 spielte sie in einigen Stummfilmen mit. Dort verkörperte sie teilweise Vamprollen. 
1930 wurde Eysoldt Mitglied im Komitee zur Vorbereitung des großen 5. Internationalen Kongresses für Individualpsychologie in Berlin, den der befreundete Arthur Kronfeld vorbereitet hatte. 
1933 emigrierte Max Reinhardt. Eysoldt trat seitdem nur noch selten in Theatern auf, sie wirkte noch in zwei Filmen mit. Sie stand 1944 in der Gottbegnadeten-Liste des Reichsministeriums für Volksaufklärung und Propaganda.

### Letzte Jahre

Grabstätte

1945 verließ sie Berlin und wohnte bei Freunden in Ohlstadt bei Murnau. Dort starb sie wahrscheinlich am 5. Januar 1955.
Ihr Grab befindet sich auf dem Dorotheenstädtischen Friedhof in Berlin-Mitte.

## Ehen und Nachkommen
Gertrud Eysoldt war in erster Ehe mit dem Schauspieler und Schriftsteller Max Martersteig verheiratet. Aus der Ehe ging 1891 der spätere Dirigent und Komponist Leo Eysoldt hervor. 
Ihr zweiter Ehemann war der Maler Benno Berneis, den sie 1915 heiratete. Mit ihm hatte sie bereits 1910 ihren zweiten Sohn Peter Berneis, der ebenfalls als Schauspieler tätig war und nach 1945 vor allem als Drehbuchautor arbeitete. 

## Ehrungen

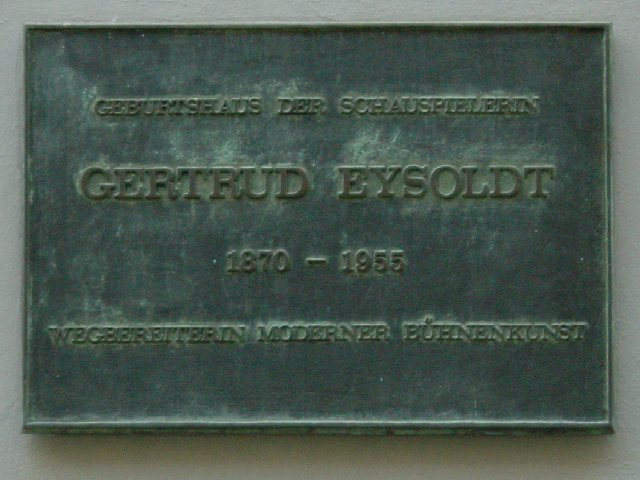
Gedenktafel in der Marktgasse in Pirna

- 1927 wurde im Deutschen Theater eine Büste von ihr aufgestellt (wahrscheinlich 1945 zerstört)
- 1945 wurde sie zum Ehrenmitglied des Deutschen Theaters ernannt.
- 1986 wurde der Gertrud-Eysoldt-Ring durch Wilhelm Ringelband gestiftet, der seitdem jährlich für hervorragende schauspielerische Leistungen  von der Stadt Bensheim und zusammen mit der Deutschen Akademie der Darstellenden Künste vergeben wird und mit 10.000 Euro dotiert ist.
- Die Straßen Gertrud-Eysoldt-Straße in Pirna-Jessen und in Bensheim sind nach ihr benannt
- An ihrem Geburtshaus in Pirna in der Marktgasse 1 erinnert eine Gedenktafel an sie.

## Theaterrollen (Auswahl)

### Erste Rollen
- Heinrich IV. von William Shakespeare, 1890, Hoftheater München, als Page des Ritters Falstaff
- Ein Sommernachtstraum von William Shakespeare, 10. April 1893, Stadttheater Riga, als Puck (wurde 1905 eine Glanzrolle von ihr in Berlin)
- Hanneles Himmelfahrt von Gerhart Hauptmann, 15. Dezember 1893, Hoftheater Stuttgart, Titelrolle
- Nora oder Ein Puppenheim von Henrik Ibsen, 29. März 1894, Hoftheater Stuttgart, Titelrolle

### Berlin
In Berlin spielte Eysoldt zuerst im Schillertheater O. und dem Lessingtheater, danach in zahlreichen Rollen im Kleinen Theater, Neuen Theater im Deutschen Theater und weiteren Bühnen, meist unter der Direktion von Max Reinhardt.
- Dänische Gassenlieder, 4. Dezember 1901, Schall und Rauch, erster Auftritt in diesem Theater
- Rausch von August Strindberg, 13. Oktober 1902, Kleines Theater, als Henriette, erstes modernes Drama des Theaters
- Salome von Oscar Wilde, 15. November 1902, Kleines Theater, Titelrolle, machte sie zur bedeutendsten Theaterschauspielerin in Berlin in dieser Zeit
- Lulu von Frank Wedekind, 17. Dezember 1902, Kleines Theater, Titelrolle, großer Erfolg
- Erdgeist von Frank Wedekind, 1902, Kleines Theater Berlin
- Nachtasyl von Maxim Gorki, 25. Januar 1903, als Nasstja, größter Erfolg des Kleinen Theaters
- Elektra von Hugo von Hofmannsthal, 30. Oktober 1903, Kleines Theater, Titelrolle, Hofmannsthal hatte das Drama für sie geschrieben[7]
- Fräulein Julie von August Strindberg, 1904, Kleines Theater, Titelrolle
- Ein Sommernachtstraum von William Shakespeare, 1905, als Puck, großer Erfolg[8]
- Penthesilea von Heinrich von Kleist
- Oedipus und die Sphinx von Hugo von Hofmannsthal, 2. Februar 1906, Deutsches Theater, als Schwertträger des Kreon; Hofmannsthal hatte diese Rolle ihr auf den Leib geschrieben
- Caesar und Cleopatra von George Bernard Shaw, 1906, Neues Theater, als Cleopatra
- Frühlings Erwachen von Frank Wedekind, 20. November 1906, Kammerspiele Berlin, als Ilse, Uraufführung
- Hedda Gabler von Henrik Ibsen, 1907, Kammerspiele, Titelrolle

## Theaterregie
Gertrud Eysoldt führte Regie in einigen Theaterstücken, vor allem im Kleinen Schauspielhaus in Berlin-Charlottenburg, das sie von 1920 bis 1922 leitete.
- Reigen von Arthur Schnitzler, Kleines Schauspielhaus Berlin, 1920er Jahre, gegen Zensurverbot, es folgte Anklage im Reigenprozess
- Faust, erster Teil von Johann Wolfgang Goethe, 1954, Deutsches Theater (Ost-)Berlin

## Filmografie
- 1923: Mutter, dein Kind ruft!
- 1923: Der verlorene Schuh
- 1923: Das Geheimnis von Brinkenhof
- 1924: Ich hatt’ einen Kameraden
- 1925: Sein Chef
- 1927: Dr. Bessels Verwandlung
- 1927: Der Anwalt des Herzens
- 1928: Die Dame mit der Maske
- 1928: Hotelgeheimnisse
- 1929: Heilige oder Dirne
- 1941: … reitet für Deutschland
- 1941: Ein Windstoß
- 1949: Nachtwache

## Würdigung
Gertrud Eysoldt war eine der bedeutendsten Theaterschauspielerinnen im Berlin des frühen 20. Jahrhunderts.
Sie beeindruckte durch ihre meisterlich gespielten, oft erotisch angehauchten Frauengestalten, sowie ihr großes, facettenreiches Rollenspektrum. Einige sahen in ihr die erste Feministin des deutschen Theaters.
Es gibt zahlreiche Würdigungen ihrer Schauspielkunst.
- "Eysoldt war eine eminent kluge Schauspielerin, die es verstand, sowohl durch die Bewegungen ihres fast geschlechtslosen, knabenhaften Körpers sowie durch ihre "gräßlich aufklärende" Stimme Akzente zu setzen, wie man sie damals noch nicht kannte. Ihr "Antinaturalismus" wirkte besonders durch den Puck (Sommernachtstraum) revolutionär, den sie als Naturrüpel brachte. Es entsprach einem Zug ihrer Epoche, wenn sie einem übersteigerten Intellektualismus zuneigte, ihren Gestalten Lebenswärme und Liebe fehlten, diese eher vom Haß geprägt waren."
- "Je länger man die Eysoldt kennt, desto zuverlässiger wird das Gefühl von der Stärke und dem Reichtum ihrer Persönlichkeit. Dennoch ist es schwer, ihre Art mit einer Formel zu umschreiben … Oft ist es bloß eine Bewegung, ein Ausdruck ihres Gesichtes, durch den sie eine außergewöhnliche Wirkung erreicht (...)  Das Beste und Wertvollste, das in jeder Kunst Unkontrollierbare, schafft sie aus der Treffsicherheit einer starken Empfindung, aus jenem dunklen Drange und jener Mühelosigkeit, die über das Gute als über das Selbstverständliche kein helles Bewußtsein hat. Aber daneben besitzt sie einen Intellekt, der alles durchdringt, der sie befähigt, ein Problem auf seine sachliche Fruchtbarkeit hin zu prüfen und den geistigen Gehalt einer Dichtung bis auf den letzten Rest auszuschöpfen."[10]

- "Gertrud Eysoldt ist ein Stern erster Grösse geworden, ihr Name hat eine Anziehungskraft, die nicht nur die Theaterkasse füllt, sondern auch die geistige Elite Berlins vor den Vorhang des geheimnisvoll düster drapierten Raumes lockt, in dem nur wirkliche Kunst, alte und neue, zur Darstellung kommt. (...) Eine "interessante" Schauspielerin, so nennt man sie, denn immer gibt sie Neues, immer haben ihre Gestalten einen besonderen Typus, eine stark ausgeprägte Eigenart. (...) Gertrud Eysoldt ist nicht schön. Sie verfügt weder über eine imponierende Erscheinung, noch über ein machtvolles Organ – es ist ein zarter, schwacher Körper, an den sie die gewaltigen psychischen wie physischen Anstrengungen einer den Abend füllenden Rolle, täglicher Proben und Privatstudien stellen muss. Um so bewundernswürdiger ist es, wie dieser gebrechliche Frauenkörper sich den Geboten einer leidenschaftlichen, flammenden Künstlerseele fügt, wie er jeder leisesten Seelenregung sich anpasst, wie diese Stimme zu singen und zu klingen beginnt, dies bewegliche Antlitz Schmerz und Lust, Verzücktheit und Entsetzen, Hass und Liebe zu spiegeln weiss. Gertrud Eysoldt steht auf der Höhe ihrer Kunst. Ihr Talent mag sich ausdehnen, immer neue Rollen an sich ziehen, uns mit reizvoller Mannigfaltigkeit überraschen – etwas Grösseres hat sie kaum zu geben, als sie in der Salome", der "Lulu" und der "Elektra" bot."[11]